# Guldsmedstjärnarna
Guldsmedstjärnarna flera varandra näraliggande sjöar i Rättviks kommun i Dalarna och ingår i Dalälvens huvudavrinningsområde. Det finns artiklar om de två sydligaste:
- Femte Guldsmedstjärnen, sjö i Rättviks kommun, 61°14′40″N 15°29′58″Ö / 61.2444°N 15.4995°Ö (7,55 ha)
- Fjärde Guldsmedstjärnen, sjö i Rättviks kommun, 61°14′46″N 15°29′46″Ö / 61.246°N 15.4961°Ö